# 디스어포인트먼트 룸
《디스어포인트먼트 룸》(영어: The Disappointments Room)은 미국에서 제작된 D. J. 커루소 감독의 2016년 심리 공포 영화이다. 케이트 베킨세일 등이 출연하였다.
원래 2014년 제작이 완료된 이 영화는 로그에 의해 2016년 9월 9일 개봉되었으나 1,500만 달러 제작비 대비 500만 달러의 수익을 거두면서 상업적으로 실패했다.

## 줄거리
데이나와 데이비드 부부는 5살 아들 루커스를 데리고 북적이는 브루클린을 벗어나 조용하고 고풍스러운 노스캐롤라이나주 전원 대저택으로 이사하며 새 출발을 꿈꾼다. 그러나 데이나는 불가해한 환각과 악몽에 시달리기 시작한다.
어느 날 부부는 시퍼로브(chifforobe)에 가려져있던 방문 하나를 발견한다. 데이나는 이 문을 여는 열쇠를 찾아내면서 19세기에 이 집에서 벌어졌던 어두운 과거에 발을 들인다.

## 출연진
- 케이트 베킨세일 - 데이나 배로 역
- 멜 레이도 - 데이비드 배로 역
- 제럴드 맥레이니 - 어니스트 R. 블래커 판사 역
- 루커스 틸 - 벤 필립스 주니어 역
- 마이클 랜디스 - 테디 역
- 미케일라 콘린 - 줄스 역
- 실리아 웨스턴 - 마티 모리슨 역
- 엘라 존스 - 로라 블래커 역
- 졸리 피셔 - 애셔 박사 역